# Kernenedsmeltning
En kernenedsmeltning i en atomreaktor sker, hvis kernen (atombrændslet) ikke bliver tilstrækkeligt afkølet, hvorved kernematerialet begynder at overophede. I den forbindelse kan den brænde sig igennem gulvet og ned, indtil den er blevet så afkølet, at den ikke kan fortsætte. En nedsmeltning er ikke det samme som en atomeksplosion. Der kan dog ske en dampeksplosion, hvis brændslet rammer grundvandet.
Eftersom vandet er essentielt for at holde den nukleare kædereaktion i gang, kan der ikke opnås den kritiske masse. Den smeltede reaktorkerne vil dog fortsætte med at henfalde og derved fastholde eller evt. øge sin temperatur.
Et antal russiske atomubåde har været ude for kernenedsmeltninger. De eneste kendte nedsmeltninger i stor skala var i Fukushima, Japan i 2011, i Tjernobyl, Ukraine i 1986 samt Tremileøen, Pennsylvania, USA i 1979. Men der har været adskillige delvise kernenedsmeltninger. Deriblandt:
- NRX, Ontario, Canada, i 1952
- EBR-I, Idaho, USA, i 1955
- Windscale, Sellafield, England, i 1957
- Santa Susana Field Laboratory, Simi Hills, Californien, i 1959
- Enrico Fermi Nuclear Generating Station, Michigan, USA, i 1966
- Chapelcross, Dumfries and Galloway, Scotland, i 1967

Ikke alle disse var forsaget af et tab af kølemiddel. I flere tilfælde (Tjernobyl og Windscale-branden) var nedsmeltningen ikke det alvorligste problem.
Uheldet på Tremileøen var forsaget af et tab af kølemiddel, men "på trods af smeltning af omtrent 1/3 af brændslet formåede reaktorkarret at opretholde sin strukturelle integritet og beholde det beskadigede brændsel".
Sandsynligheden for at der sker en kernenedsmeltning er 1:1.000.000 eller 0,0001%.[kilde mangler]

## Kinasyndrom
En ukontrolleret kernenedsmeltning betegnes til tider i populærkulturen som Kinasyndrom, og betegner, at det nedsmeltede materiale bryder ud af reaktoren og ned gennem bygningens gulv og fundament og populært sagt “helt ned til kineserne”. 
Den amerikanske spillefilm Kinasyndromet om fænomenet er indspillet af instruktøren James Bridges i 1979 med Jane Fonda, Michael Douglas og Jack Lemmon i hovedrollerne.